# Godchaux Weil
Pour les articles homonymes, voir Weil.
Godchaux Weil, alias Ben Lévi, né le 16 avril 1806 à Paris et mort le 9 juin 1878 à Paris, est un écrivain  français, nouvelliste, essayiste, historien et chroniqueur. Il compte parmi les principaux rédacteurs des Archives israélites entre 1840 et 1850. Témoin important de l’histoire de la communauté juive de France au XIXe siècle, il a notamment écrit les Matinées du Samedi, ouvrage destiné à l’éducation religieuse et morale des enfants juifs. Il est, par ailleurs, le grand-oncle de Marcel Proust.

## Biographie

### Famille
Godchaux Weil est le fils de Baruch Weil (né en 1782 à Niedernai en Alsace, mort à Paris en 1828) et de sa première épouse, Hélène Schoubach (née en 1787 à Bischheim en Alsace, morte à Paris en 1811). Il naît au sein une famille aisée, dont la fortune s’est faite dans l’industrie de la porcelaine, et qui bénéficie d’un statut enviable au sein de la communauté juive de Paris. Elle descend du côté maternel d’une lignée de chefs communautaires alsaciens, lorrains ou parisiens. Toutefois, du côté paternel, la famille descend d’ouvriers en porcelaine assez modestes. Après la mort de sa première femme, Baruch Weil se remarie en 1812 avec Marguerite Nathan (1785-1854), issue également d’une famille de chefs communautaires.
Godchaux est le demi-frère de Nathé Weil (1814-1896), le grand-père de Marcel Proust, et par conséquent le grand-oncle de celui-ci.

### Formation
Frère aîné dans une famille de neuf enfants, Godchaux est éduqué par un précepteur, David Drach, qui lui donne un enseignement tiraillé entre, d’un côté, les exigences de la tradition juive, et de l’autre côté, les impératifs du Progrès, tel qu’il se concevait alors en France.
En 1828, à la mort de son père, il reprend l’entreprise de porcelainerie familiale avec son oncle, Cerf Weil, et son beau-frère, Benoît Cohen. 
Parallèlement, il exerce des responsabilités au sein de la communauté juive : secrétaire du Consistoire israélite de Paris de 1825 à 1831 ; membre du Comité pédagogique des écoles du Consistoire à partir de 1829 ; membre du Comité de bienfaisance israélite à partir de 1835. Il devient à la même époque l’un des principaux conseillers de la baronne Betty de Rothschild en matière d’œuvres de charité dans la communauté juive. 
Plus largement, « ce sera lui qui incitera les Rothschild, dont il est proche, à jouer un rôle majeur dans l’action sociale, une nécessité dans cette communauté encore pauvre. L’image des Rothschild reposera en grande partie sur cette action philanthropique». 
À partir de 1840, Godchaux Weil, sous le pseudonyme de Ben Lévi, collabore aux Archives israélites, revue nouvellement créée par Samuel Cahen, « architecte en chef du judaïsme français».
Obéissant à la fameuse injonction en ce qui concerne le judaïsme en France depuis la Révolution française – « Il faut tout refuser aux Juifs comme nation, et tout leur accorder comme individus» –, les « israélites » français tentent alors de donner du judaïsme une définition qui puisse se concilier avec les idéaux des Lumières françaises, laïques, libérales et universalisantes. C’est dans ce cadre que Ben Lévi publie une série de textes (notamment des nouvelles) où se constitue une littérature judéo-française, autrement dit une littérature émanant de la communauté juive de France, et centrée sur sa relation à la culture française, à un moment crucial de son histoire.

### Grandeur et décadence d’un taleth polonais
Ben Lévi s’inspire de Balzac en particulier, selon Maurice Samuels. Ainsi en 1841 dans les Archives israélites, Ben Lévi publie la nouvelle intitulée Grandeur et décadence d’un taleth polonais (titre balzacien en effet), où il déplore l’attitude  d’un certain nombre de Juifs dans la société française, à travers l’histoire d’un châle de prière (d’un taleth en hébreu).
« Le grand-père, Jacob, un Juif parisien dans les années 1780, commande en Pologne un magnifique châle afin de s’en vêtir lors de son mariage. Pour son fils, qui change son nom en Jacobi sous le Premier Empire « autant pour lui donner l’air corse que pour en effacer la trace par trop biblique », le taleth n’est déjà plus qu’une relique d’un temps révolu, conservée pieusement, mais sans usage qu’exceptionnel. Et, pour son propre fils, qui se fait appeler Jacoubé sous Louis-Philippe, « afin de dissimuler entièrement son origine israélite », le taleth n’est rien d’autre qu’une vieillerie dont il vaut mieux se débarrasser, quitte à la profaner.»
Une manière, pour Ben Lévi, de mettre en jeu les « paradoxes de l’assimilation » des israélites français, partagés entre le désir de se fondre dans la communauté́ nationale et la crainte de la disparition du judaïsme en France, selon Maurice Samuels.
C’est la première fois que le thème de l’« assimilation » apparaît dans la littérature française, ce qui donne à Ben Lévi un intérêt tout particulier à une époque où, justement, toute une série de personnages juifs font une entrée remarquée dans les romans français (chez Balzac, chez Stendhal, etc.), notamment des banquiers, des usuriers et des courtisanes, souvent caricaturés par l’antisémitisme qui connaît alors une poussée spectaculaire avec l'Affaire de Damas à laquelle le gouvernement français est mêlé.

### Les paradoxes de l’assimilation
« Aucun de vos amis ne vous a-t-il dit en riant de ce rire qui froisse l’âme : “Je ne veux pas déjeuner avec vous, de crainte que vous me fassiez servir une côtelette du père Thomas !!!” », demandait Ben Lévi à ses lecteurs en 1841, en faisant précisément allusion aux Juifs de Damas accusés par le consul de France d’avoir cannibalisé un moine catholique (le Père Thomas) et son domestique musulman. 
Ce qui fait l’intérêt de Ben Lévi, outre son talent littéraire, tient à sa participation active aux débats qui agitent les communautés juives dans le monde, notamment en Orient où, à travers la diffusion de la presse judéo-française, il acquiert une notoriété remarquable. 
Tout au long des années 1840, par le biais de ses nouvelles, ou de ses chroniques sur l’actualité, Ben Lévi plaide pour « l’assimilation sociale et civique des Juifs » selon le modèle français, signale Antoine Compagnon, qui note toutefois que, parallèlement, Ben Lévi s’oppose à « l’absorption culturelle des Juifs », pourtant un impératif selon ce même modèle français. Il y a là une contradiction. Comment s’assimiler à une culture, sans pour autant se laisser absorber par cette même culture ?

### Les Matinées du Samedi
Ben Lévi publie en 1842 Les Matinées du Samedi, un ouvrage destiné à l’éducation religieuse et morale des enfants juifs, autant qu’à l’apprentissage de la langue française et à l’initiation à l’histoire du peuple juif. Largement distribué dans la Diaspora, il deviendra un best-seller dans les familles juives en France et à l’étranger.
C’est l’un des grands textes de la littérature judéo-française du XIXe siècle, une sorte d’histoire du peuple juif, faite de récits liés entre eux, non par ordre chronologique, mais par association d’idées selon la tradition talmudique.
Ben Lévi y célèbre notamment la contribution des israélites à la vie nationale française. Cependant, là encore, il exprime parallèlement la crainte de l’absorption culturelle des Juifs en France et de la disparition du judaïsme.
« Une idée a surtout dominé mon travail, c’est d’offrir à nos enfants la comparaison continuelle du sort actuel des Israélites avec leur situation durant les siècles qui se sont passés depuis la destruction du second temple », explique Ben Lévi.
Ainsi, dans l’un de ses récits, il raconte « l’histoire d’un soldat français laissé pour mort sur un champ de bataille, durant la campagne de Russie en 1812. Réveillé par un soldat russe qui s’approchait pour le dépouiller et l’achever, le Français murmura le Chema Israël, la profession de foi juive, afin de se préparer à mourir, car il était juif. Or aussitôt, au lieu d’achever le Français, le Russe lui porta secours en invoquant la même profession de foi.»
« Le Français ne savait pas un mot de russe, et son sauveur ne comprenait pas un mot de français, mais la langue de la sympathie religieuse vibre dans tous les cœurs honnêtes ; et cette simple exclamation de “Chema Israël !” avait fait deux frères de ces deux hommes qui avaient eu pour mission de s’entretuer », conclut Ben Lévi.
Censé exalter le franco-judaïsme, Ben Lévi tient un discours contradictoire dans son ouvrage, à la fois sur le plan politique en rappelant l’existence du peuple juif, et sur le plan culturel, en célébrant la tradition rabbinique à travers son texte lui-même, composé principalement de midrashim, ce qu’il appelle des « historiettes » en français.
« Un grand nombre des historiettes morales et religieuses rapportées dans ce volume, est extrait du Talmud », précise Ben Lévi. C’est la première fois, là encore, qu’un écrivain livrait un ouvrage en langue française inspiré du Talmud et destiné à un large public.

### Influence sur Marcel Proust
L’existence de Godchaux Weil, alias Ben Lévi, n’a été révélée au grand public qu’en 2004, par Évelyne Bloch-Dano dans sa biographie de Mme Proust.
L’universitaire américain, Maurice Samuels, estime que  Ben Lévi a eu une influence déterminante sur l’œuvre de son petit-neveu, Marcel Proust, dans la mesure même où Ben Lévi est l’inventeur de la « Jewish Fiction », autrement dit du « roman juif » de langue française, c’est-à-dire d’une littérature écrite par des Juifs tiraillés par toutes sortes de contradictions dans la France moderne, une littérature produite par des « minoritaires », mais affectés par des sentiments éprouvés universellement,. 
Il va de soi que le génie de Ben Lévi ne se compare pas à celui de Proust, néanmoins il existe une filiation de l’un à l’autre, selon Samuels. 
Patrick Mimouni établit le même constat. Il remarque que Proust partage avec son grand-oncle des traits caractéristiques de son style :
« Ainsi, dans Les jeunes filles en fleurs, le narrateur s’étonne que le liftier du Grand Hôtel ne réponde pas à un compliment qu’il lui fait dans l’ascenseur, « soit étonnement de mes paroles, attention à son travail, souci de l’étiquette, dureté de son ouïe, respect du lieu, crainte du danger, paresse d’intelligence ou consigne du directeur.»
Figure de style peu répandue et proprement proustienne que l’on retrouve également chez Ben Lévi, observe Mimouni. « Le roi Philippe-Auguste, écrit Ben Lévi, prit à tâche de montrer aux Israélites, qui avaient si chèrement payé leur rentrée en France, que la transaction qu’il avait faite était sincère ; et soit remords, calcul, ou justice, il ne souffrit pas qu’ils fussent inquiétés ou lésés. »
Au-delà de cette figure de style, Proust emprunte bien d’autres choses à Ben Lévi, selon Mimouni, notamment le thème de la haine de soi, le thème de la montée en puissance de l’antisémitisme, le thème du désir d’assimilation confondu avec une certaine sorte de snobisme, etc. 

### L’Alliance israélite universelle
En 1845, à la suite de l'Affaire de Damas, Ben Lévi propose de créer une organisation internationale afin de venir en aide aux Juifs victimes de l’antisémitisme à travers le monde. Ce sera l'Alliance israélite universelle qui verra le jour en 1860, fondée par Adolphe Crémieux, un cousin de Ben Lévi dont il était très proche. 
Toutefois, à partir de 1850, Ben Lévi cesse d’écrire pour des raisons que l’on ignore. Il se consacre alors entièrement à son métier d’huissier de justice auprès du Tribunal de la Seine.

### Franc-maçonnerie
Ben Lévi, c'est-à-dire Godchaux Weil, est un membre actif de la franc-maçonnerie de rite écossais, de même d’ailleurs que son cousin, Adolphe Crémieux. Les deux engagements, israélite et maçonnique, n’ont rien d’inconciliable, remarque Antoine Compagnon.

### Vie privée
Godchaux Weil a épousé Frédérique Zunz (1823-1897), « laquelle figure allusivement sous le nom de “tante Friedel” » chez Proust, semble-t-il, note Antoine Compagnon.
Ils auront une fille (Clémence) et un fils (Maurice).
Les obsèques de Godchaux Weil ont lieu en juin 1878 au cimetière du Père Lachaise, célébrées par le rabbin Lazare.